# Anne-Katrin Kunde
Anne-Katrin Kunde, geb. Richter (* 15. August 1968 in Leipzig), ist eine deutsche Historikerin.
Das Studium der Germanistik, Geschichte, Historischen Hilfswissenschaften und Archivwissenschaft schloss sie mit einer Promotion über die Geschichte des Zisterzienserinnenklosters Marienthron zu Nimbschen im Jahr 2000 ab. Danach war sie wissenschaftliche Mitarbeiterin an der Universität Leipzig, den Regesta Imperii Wien, der Universität Luxemburg, der Ruhr-Universität Bochum und der Universität Düsseldorf. Sie ist als wissenschaftliche Mitarbeiterin an der Freien Universität Berlin tätig und befasst sich mit der Fortführung des Liv-, Est- und Kurländischen Urkundenbuchs (1472–1494).
Ihre Forschungsschwerpunkte sind die Geschichte des Spätmittelalters, die Historische Hilfswissenschaften, die Frauenklöster und die Ordensgeschichte sowie die Geschichte der Mädchen- und Frauenbildung.

## Schriften (Auswahl)
- Bearb. mit Petra Heinicker: Regesten Kaiser Friedrichs III. (1440–1493). Nach Archiven und Bibliotheken geordnet, begründet von Heinrich Koller, hrsg. von Paul-Joachim Heinig, Christian Lackner und Alois Niederstätter. Heft 35: Die Urkunden und Briefe des Österreichischen Staatsarchivs in Wien, Abt. Haus-, Hof- und Staatsarchiv: Allgemeine Urkundenreihe, Familienurkunden und Abschriftensammlungen (1480–1482), Wien 2020.
- Bearb. mit Kornelia Holzner-Tobisch: Regesten Kaiser Friedrichs III. (1440–1493). Nach Archiven und Bibliotheken geordnet, begründet von Heinrich Koller, hrsg. von Paul-Joachim Heinig, Christian Lackner und Alois Niederstätter. Heft 34: Die Urkunden und Briefe des Österreichischen Staatsarchivs in Wien, Abt. Haus-, Hof- und Staatsarchiv: Allgemeine Urkundenreihe, Familienurkunden und Abschriftensammlungen (1476–1479), Wien 2020.
- Hrsg.: Das Stammbuch der Grafen und Herzöge von Kleve aus dem Jahr 1661, Kleve 2017.
- Hrsg. mit Sonja Dünnebeil und Christine Ottner: Außenpolitisches Handeln im ausgehenden Mittelalter. Akteure und Ziele (= Forschungen zur Kaiser- und Papstgeschichte des Mittelalters, Beihefte zu J. F. Böhmer, Regesta Imperii), Wien, Köln, Weimar 2007.
- Inserierte Urkunden römisch-deutscher Herrscher des Mittelalters (bis einschließlich Karl V.) in den Reichsregistern Ferdinands I. und Maximilians II. des HHStA Wien, Mainz 2007 (http://regesta-imperii.adwmainz.de/fileadmin/regesta-imperii/Downloads/Reichsregister-Druck.pdf).
- Die Geschichte des Zisterzienserinnenklosters Marienthron zu Nimbschen. Von dessen Gründung 1243 bis zu seinem Ende 1536/1542. Mit einem Exkurs „Zisterzienserinnen zwischen Saale und Neiße im 13. Jahrhundert und ihre Stellung zum Orden“ (= Arbeiten zur Kirchen- und Theologiegeschichte. Band 7), Leipzig 2003.